# Und morgen früh küss ich dich wach
Und morgen früh küss ich dich wach ist ein Lied der deutschen Schlagersängerin Helene Fischer. Das Lied ist Teil ihres Debütalbums Von hier bis unendlich.

## Entstehung und Artwork
Geschrieben wurde das Lied von Jean Frankfurter und Irma Holder. Arrangiert, programmiert und produziert wurde das Lied von Jean Frankfurter, als Tontechniker fungierte Michael Bestmann. Neben Fischers Gesang sind im Hintergrund noch die Sänger Franco Leon, Rainer Marz und Kareena Schönberger zu hören. An der Gitarre wurde der Gitarrist Johan Daansen für diesen Song verpflichtet. Neben Daansen ist Frankfurter als Keyboarder zu hören. Das Lied wurde unter dem Musiklabel EMI veröffentlicht. Auf dem Cover der Maxi-Single ist – neben der Aufschrift des Künstlers und des Liedtitels – Fischers Gesicht, in liegender Pose, zu sehen. Das Coverbild wurde von dem deutschen Fotograf Markus Amon geschossen, die Artworkarbeiten stammten von Pecher und Sorlon. Die Aufnahmen fanden in den Taunusstudios statt.

## Veröffentlichung und Promotion
Die Erstveröffentlichung von Und morgen früh küss ich dich wach erfolgte als Promo-Single im Juli 2006. Die Single ist als Einzeldownload und Maxi-Single erhältlich. Neben der Albumversion enthält die Maxi-Single drei weitere Remixversionen des Liedes als B-Seite.
Um das Lied zu bewerben, folgten unter anderem Liveauftritte im ZDF-Fernsehgarten, in der aktuellen Schaubude im NDR und bei den MDR-Shows Musik für Sie und Schlager des Jahres. Anfangs hielt sich der Erfolg von Und morgen früh küss ich dich wach in Grenzen. Erst durch einen Liveauftritt von Beatrice Egli, während der Finalshow von Deutschland sucht den Superstar 2013, gewann das Lied an Aufmerksamkeit.

## Inhalt
Der Liedtext zu Und morgen früh küss ich dich wach ist auf Deutsch verfasst. Die Musik wurde von Jean Frankfurter und der Text von Irma Holder verfasst. Musikalisch bewegt sich das Lied im Bereich des Schlagers. In dem Lied geht es um eine Frau, die sich mehr Zeit und Aufmerksamkeit von ihrem Partner wünscht, sie weiß, dass sie ihren Partner nicht komplett einnehmen kann, doch etwas mehr Zeit als im Moment wünscht sie sich doch.

„Und morgen früh küss ich dich wach;

und wünsch’ mir nur diesen Tag.

Mit dir allein sowieso,

Auf einer Insel irgendwo.
Und morgen früh küss ich dich wach,

dann bleibt die Zeit für mich steh’n;

und du wirst seh’n, auch ohne dich,

wird die Welt sich weiterdreh’n.“

## Mitwirkende
| Liedproduktion - Michael Bestmann: Tontechniker - Johan Daansen: Gitarre - Helene Fischer: Gesang - Jean Frankfurter: Arrangement, Keyboard, Komponist, Musikproduzent, Programmierung - Irma Holder: Liedtexter - Franco Leon: Hintergrundgesang - Rainer Marz: Hintergrundgesang - Kareena Schönberger: Hintergrundgesang | Artwork - Markus Amon: Fotograf (Cover) Unternehmen - EMI Group: Musiklabel - Musikverlag FrankyBoy e. K.: Vertrieb - Pecher und Sorlon: Artwork (Cover) - Taunusstudio: Aufnahmestudio |

## Kommerzieller Erfolg

### Chartplatzierungen
Bei Und morgen früh küss ich dich wach handelt es sich um keine offizielle Singleveröffentlichung, das Lied erreichte lediglich aufgrund von Einzeldownloads die Charts. Nach einem Auftritt von Beatrice Egli in der Finalshow von Deutschland sucht den Superstar erreichte das Lied im Jahre 2013 die Charts in Deutschland und der Schweiz.
Und morgen früh küss ich dich wach erreichte in Deutschland Rang 83 der Singlecharts und konnte sich eine Woche in den Charts platzieren. In der Schweiz erreichte die Single ebenfalls in einer Chartwoche Rang 61 der Singlecharts.
Für Fischer ist dies der siebte Charterfolg in Deutschland und der erste in der Schweiz. Für Frankfurter als Autor ist es die 50. Single in Deutschland und die fünfte in der Schweiz, die sich in den Singlecharts platzieren konnte. Für Frankfurter als Produzent ist Und morgen früh küss ich dich wach bereits die 32. Single in Deutschland und die zweite in der Schweiz, die sich in den Singlecharts platzieren konnte.
| ChartsChartplatzierungen | Höchstplatzierung | Wochen |
| ------------------------ | ----------------- | ------ |
| Deutschland (GfK)        | 83 (1 Wo.)        | 1      |
| Schweiz (IFPI)           | 61 (1 Wo.)        | 1      |

### Auszeichnungen für Musikverkäufe
Im Mai 2023, fast 17 Jahre nach seiner Erstveröffentlichung, erreichte Und morgen früh küss ich dich wach Goldstatus mit über 150.000 verkauften Einheiten in Deutschland. Das Lied zählt damit zu den meistverkauften Schlagern des Landes der 2000er-Jahre.
| Land/Region        | Auszeichnungen für Musikverkäufe (Land/Region, Auszeichnung, Verkäufe) | Verkäufe |
| ------------------ | ---------------------------------------------------------------------- | -------- |
| Deutschland (BVMI) | Gold                                                                   | 150.000  |
| Insgesamt          | 1× Gold ·                                                              | 150.000  |

## Coverversionen
- 2008: Lindsay – Van ’s morgens vroeg tot ’s avonds laat, die belgische Sängerin nahm das Lied für ihr Debütalbum De mooiste dag auf.[6]
- 2009: Lindsay & The Sunsets – Van ’s morgens vroeg tot ’s avonds laat, die belgische Sängerin nahm das Lied zusammen mit den Sunsets als Bonus-Track für ihr Debütalbum De mooiste dag auf.[7]
- 2009: The Sunsets – Van ’s morgens vroeg tot ’s avonds laat, die belgische Band nahm das Lied für ihr Debütalbum The Sunsets auf.[8]
- 2013: Captain Cook und seine singenden Saxophone – Die deutsche Instrumental-Schlagerband nahm das Lied für ihr Album Dieter Thomas Heck präsentiert: 20 Jahre Captain Cook und seine Singenden Saxophone – Die deutsche Schlagerhitparade auf.[9]